# 达维德·施佩特
达维德·施佩特（德語：David Späth，2002年4月29日—），生于凯撒斯劳滕，德国男子手球运动员。他曾代表德国国家队参加2024年夏季奥林匹克运动会男子手球比赛，获得一枚银牌。